# Sportwagenrennen Foggia 1930

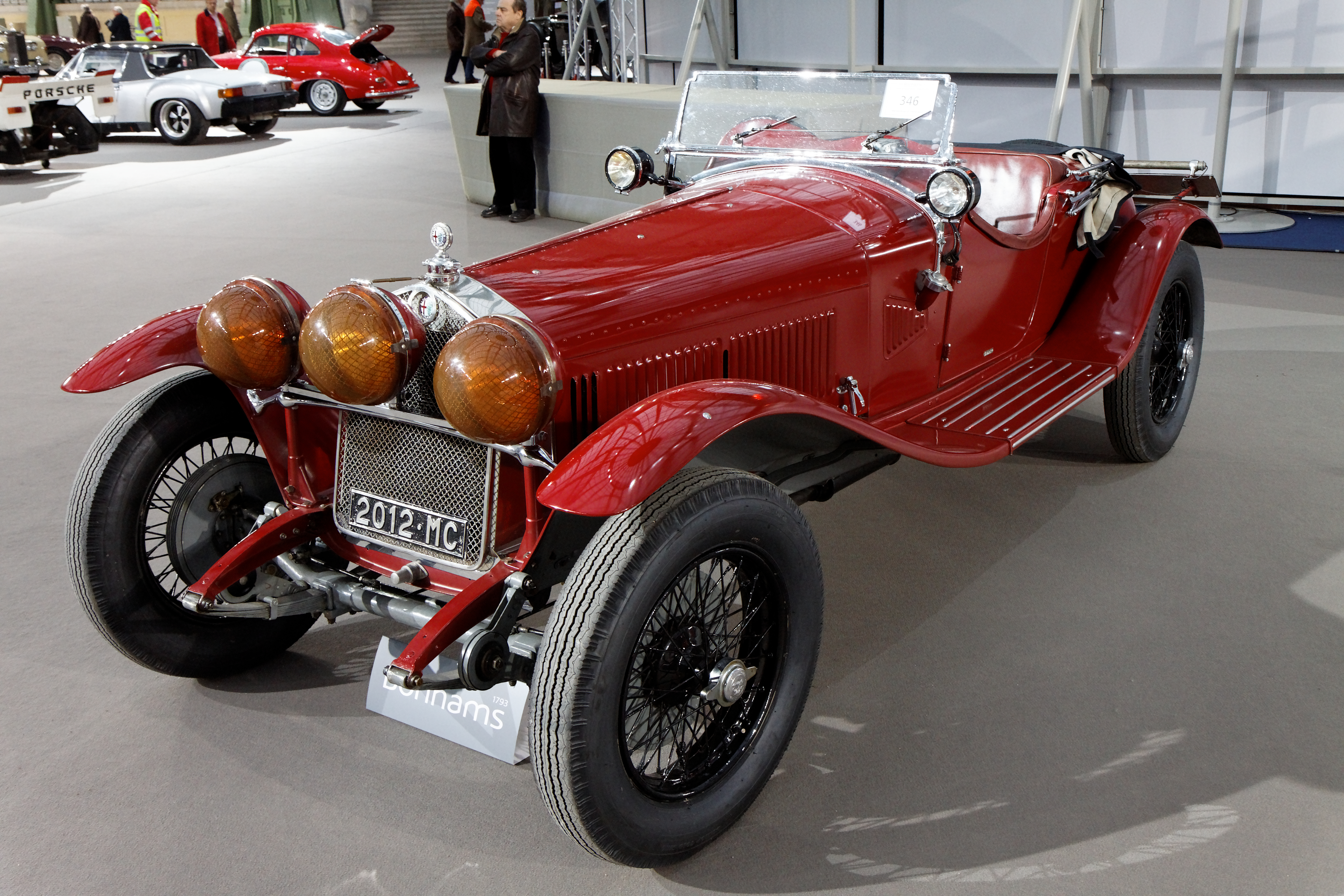
Alfa Romeo 6C 1750 Gran Sport

Das Sportwagenrennen Foggia 1930, auch Circuito Automobilistico Del Sud, fand am 28. September dieses Jahres statt.

## Das Rennen
Mit seinem Erfolg auf dem Circuito del Sud feierte der seit Juli 1930 bei der Scuderia Ferrari als Werksfahrer engagierte Luigi Arcangeli seinen dritten Sieg für die Scuderia in Folge. Anfang August war er beim Sportwagenrennen Tre Province siegreich geblieben und knapp drei Wochen danach beim Sportwagenrennen Senigallia.
Das Circuito del Sud war ein über 900 km führenden Straßenrennen mit Start in Benevento und über Foggia, Bari, Tarent, Matera, Potenza und Salerno nach Avellino führend. Auf Grund der Länge der Strecke wurde Arcangeli der Mechaniker und Rennfahrer Guglielmo Carraroli als Beifahrer zugeteilt. Im Ziel hatte Arcangeli nach mehr als 10 Stunden Fahrzeit einen Vorsprung von 15 Minuten auf Archimede Rosa.

## Ergebnisse

### Schlussklassement
| Pos. | Klasse | Nr. | Team             | Fahrer                              | Fahrzeug              | Fahrzeit     |
| ---- | ------ | --- | ---------------- | ----------------------------------- | --------------------- | ------------ |
| 1    |        |     | Scuderia Ferrari | Luigi Arcangeli Guglielmo Carraroli | Alfa Romeo 6C 1750 GS | 10:14:11,000 |
| 2    |        |     |                  | Archimede Rosa Angelo Bassi         | OM                    | 10:29:14,000 |
| 3    |        |     | Scuderia Ferrari | Guido d’Ippolito Angelo Guatta      | Alfa Romeo 6C 1750 GS | 10:29:28,000 |
| 4    |        |     | XXX              | XXX                                 |                       |              |
| 5    |        |     | XXX              | XXX                                 |                       |              |
| 6    |        |     | XXX              | XXX                                 |                       |              |
| 7    |        |     | XXX              | XXX                                 |                       |              |
| 8    |        |     | XXX              | XXX                                 |                       |              |
| 9    |        |     | XXX              | XXX                                 |                       |              |
| 10   |        |     | XXX              | XXX                                 |                       |              |
| 11   |        |     | XXX              | XXX                                 |                       |              |
| 12   |        |     | XXX              | XXX                                 |                       |              |
| 13   |        |     | XXX              | XXX                                 |                       |              |
| 14   |        |     | XXX              | XXX                                 |                       |              |
| 15   |        |     | XXX              | XXX                                 |                       |              |
| 16   |        |     | XXX              | XXX                                 |                       |              |
| 17   |        |     | XXX              | XXX                                 |                       |              |
| 18   |        |     | XXX              | XXX                                 |                       |              |
| 19   |        |     | XXX              | XXX                                 |                       |              |
| 20   |        |     | XXX              | XXX                                 |                       |              |
| 21   |        |     | XXX              | XXX                                 |                       |              |
| 22   |        |     | XXX              | XXX                                 |                       |              |
| 23   |        |     | XXX              | XXX                                 |                       |              |
| 24   |        |     | XXX              | XXX                                 |                       |              |
| 25   |        |     | XXX              | XXX                                 |                       |              |
| 26   |        |     | XXX              | XXX                                 |                       |              |
| 27   |        |     | XXX              | XXX                                 |                       |              |

### Nur in der Meldeliste
Zu diesem Rennen sind keine weiteren Meldungen bekannt.

### Klassensieger
Zu diesem Rennen sind keine Klassensieger bekannt.

### Renndaten
- Gemeldet: unbekannt
- Gestartet: unbekannt
- Gewertet: 27
- Rennklassen: unbekannt
- Zuschauer: unbekannt
- Wetter am Renntag: unbekannt
- Streckenlänge: 901,000 km
- Fahrzeit des Siegerteams: 10:14:11,000 Stunden
- Gesamtrunden des Siegerteams: 1
- Gesamtdistanz des Siegerteams: 901,000 km
- Siegerschnitt: 88,410 km/h
- Schnellste Trainingszeit: unbekannt
- Schnellste Rennrunde: unbekannt
- Rennserie: zählte zu keiner Rennserie